# بيدير بورغن
بيدير بورغن (بالنرويجية البوكمول: Peder Borgen)‏ هو قسيس وبروفيسور نرويجي، ولد في 26 يناير 1928 في ليلستروم في النرويج.